# جواو آرثر بوينو دي كامارغو
جواو آرثر بوينو دي كامارغو هو لاعب كرة قدم برازيلي في مركز الوسط، ولد في 16 نوفمبر 1990 في Bocaina ‏ في البرازيل. لعب مع نادي اتلتيكو سوروكابا ونادي بالميراس.